# Mus shortridgei

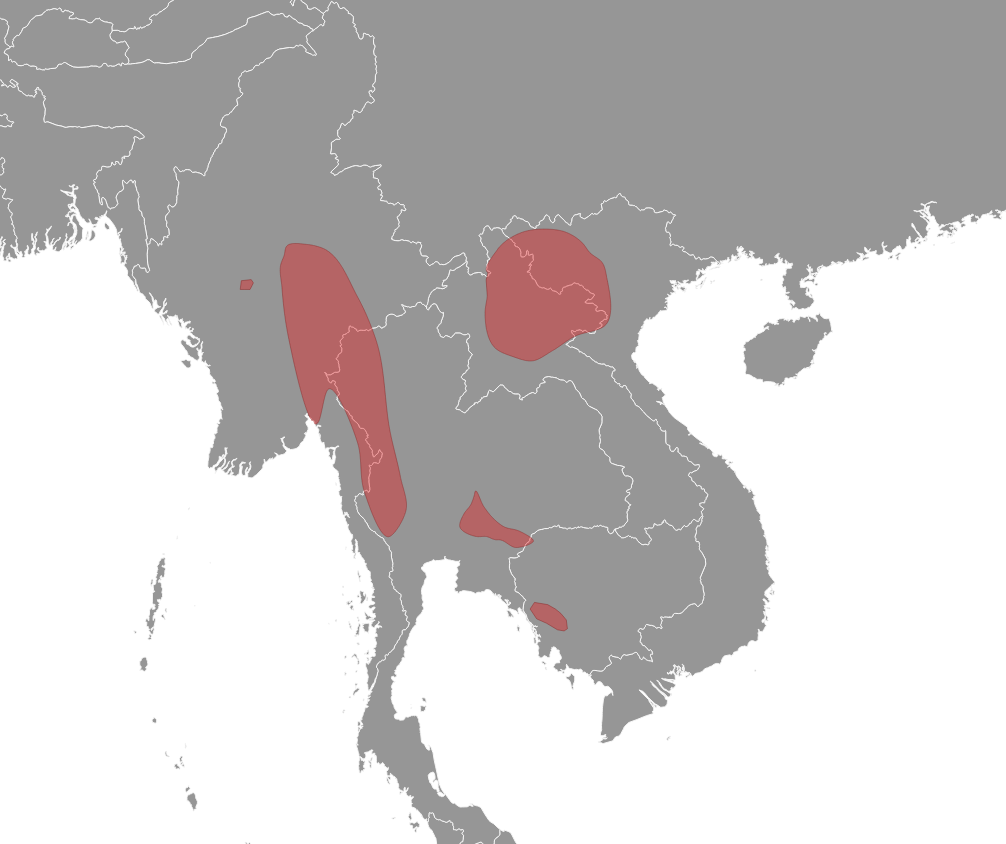
rango del Mus Shortridgei

Mus shortridgei es una especie de roedor miomorfo de la familia Muridae.

## Distribución geográfica
Se encuentra en el suroeste de Camboya, Birmania, Tailandia, centro de Laos y noroeste de Vietnam.